# Плаишор (Бузау)
Плаишор (рум. Plăișor) насеље је у Румунији у округу Бузау у општини Панатау. Oпштина се налази на надморској висини од 346 m.

## Становништво
Према подацима из 2002. године у насељу је живело 214 становника, од којих су сви румунске националности.